# Xystrocera unicolor
Xystrocera unicolor là một loài bọ cánh cứng trong họ Cerambycidae.